# Tumwi
Tumwi je africké kmenové božstvo v náboženství etiopského etnika Mursi.
Nejvyšší Bůh se mursijském náboženství nazývá Tumwi, v jiném dialektu Tumu. Tumwi prodlévá na nebesích, někdy se může zjevit v podobě duhy, jindy v podobě ptáka. Nejvyšší Bůh Tumwi je pánem deště. Žádný rozvinutý systém obětí předkům, kteří by byli prostředníky ve vztahu s Bohem Tumwiem, Mursiové nepěstují. Prostředníkem mezi lidmi a bohem Tumwiem je nejvyšší kněz nazývaný komoru (nebo též kómórú). Ten má mezi Mursii nejen náboženskou, ale také sociální funkci. Je náboženským vůdcem, který provádí rituály pro dobro kmene či vesnice, určuje čas konání náboženského festivalu a obětování býka, krávy nebo kozy náleží při náboženské oběti výhradně jemu. Má autoritu podobnou náčelníkovi kmene a poradní hlas mezi staršími. Věštec, který v mursijské společnosti prorokuje a vykládá vůli Boha Tumwiho, je nazýván hírásábáj (jinak též híráhátá).
Léčitelka ngerre se v mursijské společnosti zabývá léčbou těch nemocí, které podle Mursiů pramení u boha Tumwiho. Léčbou běžných nemocí, na které zabírají obecně známé byliny se zabývají léčitelé nani. Ngerre komunikuje s bohem Tumwiem a zjišťuje, proč nemocný onemocněl a jak příčinu v duchovní rovině odstranit. Uctívání Boha Tumwiho se lokalizuje pouze do oblasti jihozápadní Etiopie s přesahem do příhraniční oblasti Jižního Súdánu.